# F.N.M.
F.N.M. é o primeiro EP da banda curitibana de Country Rock e Rockabilly Hillbilly Rawhide, lançado em 2008. Seu título e arte da capa são uma clara referência à Fábrica Nacional de Motores, que também era conhecida pela sua sigla FNM.

## Faixas
| N.º            | Título                  | Compositor(es)                 | Duração |  |
| 1.             | "O Enxofre E A Cachaça" | Ademir Wisbeck, Ricardo Huczok | 3:50    |  |
| 2.             | "Drunk And Crazy"       | Shel Silverstein               | 2:53    |  |
| 3.             | "F.N.M."                | Osmar Mortaço, Ricardo Huczok  | 3:18    |  |
| 4.             | "Joe Lee"               | Osmar Mortaço, Klaus Koti      | 2:18    |  |
| Duração total: | Duração total:          | Duração total:                 | 12:20   |  |

| Faixa Bônus (Lançado originalmente na coletânea Ratomaniax (tributo ao Ratos de Porão) pela Discoterror Records) |                    |                |         |  |
| N.º | Título             | Compositor(es) | Duração |  |
| 5. | "Beber Até Morrer" | RxDxPx         | 2:15    |  |

## Membros
- Mutant Cox - Vocal e Violão
- Mark Cleverson - Violino
- Juliano Cocktail - Bateria
- Johnny Larápio Dynamite - Banjo e Guitarra
- Osmar Caveira - Baixo Acústico
- Joe Ferriday - Piano
- Tatá da Gaita - Harmônica
- Klaus Koti - Lap Steel